# Accident de la route en France
Pour des articles plus généraux, voir Accident de la route et Accident de la route en Europe.
 (février 2025).
 (mai 2020).
Un accident de la route ou accident de la circulation est entendu comme une collision non voulue, non prévue et mal anticipée d'au moins un engin roulant avec une chose, un animal ou une personne sur une voie publique ou privée ouverte à la circulation. En France, plus de 50 000 accidents corporels sont recensés chaque année par l’Observatoire national interministériel de la sécurité routière (ONISR) et les compagnies d'assurance indiquent que sont dressés 1,8 million de constats amiables durant la même période. Compte-tenu de l'absence de signalement d'un grand nombre d'événements mineurs n'ayant que des conséquences matérielles individuelles, il est impossible d'estimer précisément le nombre total d'accidents de la route.
La lutte contre ce phénomène est prise en charge au niveau national par les pouvoirs publics à travers la délégation à la sécurité routière, grâce à l'éclairage d'un document d'information édité annuellement par l'ONISR faisant la synthèse des principales données de l'accidentologie en France. Ces enquêtes statistiques ont montré que s'agissant des accidents mortels, le comportement humain est mis en cause dans la plupart des cas, mais que la voirie, l'environnement ou le véhicule peuvent aussi avoir une implication significative.

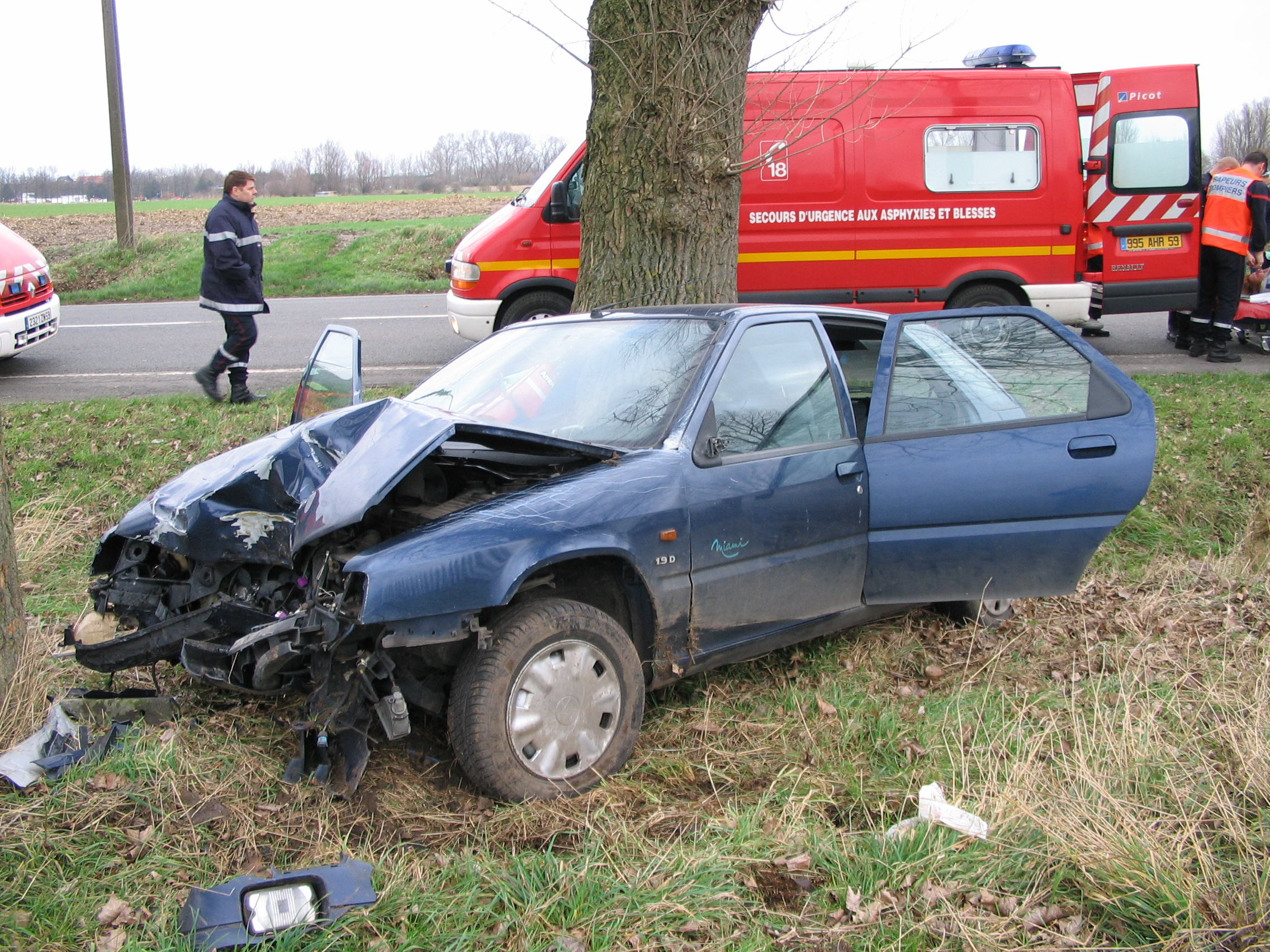
Automobile accidentée dans le Nord en 2005.

## Enjeux
Les accidents de la route posent problème en raison de leurs effets sur les personnes.
Par exemple, en 2024, il s'agit de 3 432 personnes tuées sur les routes de France outre-mer incluse, dont 2 465 hommes et 728 femmes.
Le nombre de personnes blessées est d'environ 236 000 personnes en 2024, pour la seule France métropolitaine. Parmi ces blessés 16 000 sont considérés blessés gravement, selon la méthode d’estimation ONISR-Université Gustave Eiffel (Registre du Rhône) appliquée aux accidents corporels enregistrés par les forces de l’ordre.

## Historique des accidents

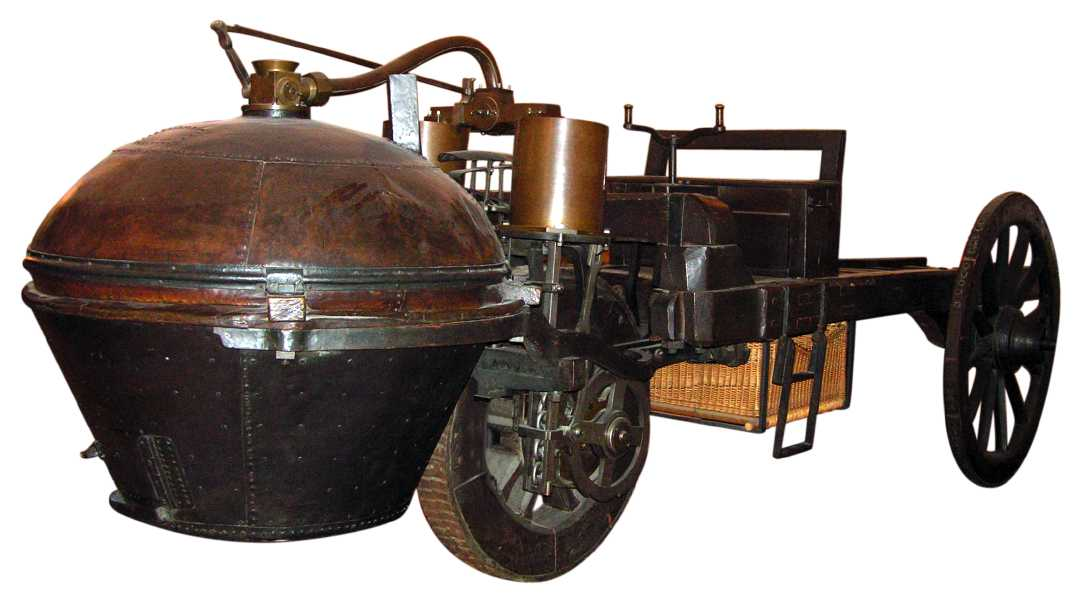
Le fardier de Cugnot, premier véhicule automobile (1771).

Le premier accident notifié d'un véhicule automobile fut celui du fardier de Cugnot. Selon les témoignages et correspondances, ce premier accident a lieu en avril 1770, mais le lieu exact Paris ou Vanves n'est pas connu. L'engin peu maniable — mais aussi peu rapide — percuta un mur à la suite d'« un virage mal négocié ». Sa vitesse fut estimée à 4 km/h, il n'y eut aucun blessé, mais l'engin fut détruit sous le choc. Même si le lieu et la date exacte changent, l'Histoire officielle a retenu que la somme importante de 20 000 livres fut allouée à Cugnot et Gribeauval pour qu'ils puissent reconstruire un nouveau véhicule, prouvant ainsi sa destruction accidentelle.
Il y avait cependant de nombreux accidents de la circulation du temps de Cugnot ; Paris comptait déjà de nombreuses victimes dues à la présence des véhicules hippomobiles comme en témoigne un « appel à témoins » du 1er juillet 1785 publié dans le Journal de Paris et qui relate un accident de la circulation survenu dans le quartier des Halles (rue de la Platière) à Paris. Cet appel, paru sous la forme d'un courrier adressé au journal, décrit un accident entre une charrette et un cabriolet et se présente sous la forme d'une simple demande de réparation des torts causés au tiers par le responsable de l'accrochage lui-même.
Ce même journal relate dans son édition du 17 septembre 1786, un accident mortel, suivi de ce que l'on dénommerait aujourd'hui un délit de fuite (délit qui ne semblait pas exister à l'époque). L'auteur de l'homicide, le conducteur d'une voiture de maître a renversé « un malheureux étranger et lui a écrasé la tête » et n'a jamais été retrouvé, mais fait curieux, des rumeurs non fondées accusèrent une aristocrate. Un élan de générosité populaire lancé à la suite de l'article permit d'aider financièrement la famille éprouvée. Le 26 janvier 1787, ce journal décrit, avec force détails, la mort d'un enfant écrasé par un « mauvais carrosse de remise », au coin de la rue de la Chaussée d'Antin et de la rue de Caumartin, accident survenu le mardi 23 à six heures et demie du soir, prouvant ainsi que dans ce type de faits divers, la presse savait déjà être précise.

## Spécificités françaises

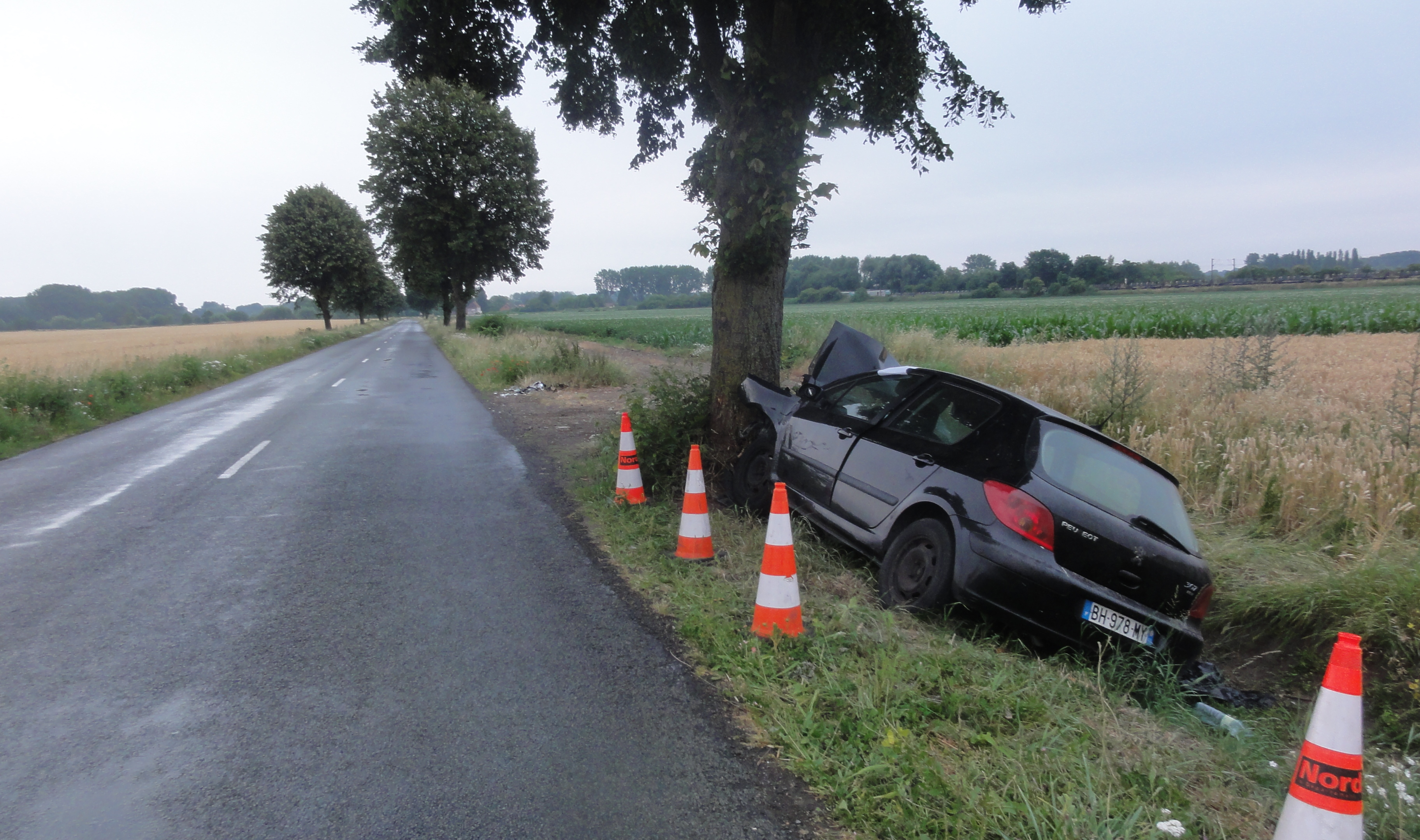
Véhicule accidenté sur une route départementale en France.

La mortalité routière se trouve dans la moyenne des pays de l'Union Européenne en 2017, mais elle se caractérise par une mortalité surreprésentée en zone rurale, ainsi que de jour et sous la pluie. Un automobiliste habitant en zone rurale a 1,5 fois plus de risques d’être tué qu’un habitant d’une agglomération moyenne (de 20 000 à 100 000 habitants), et 2,7 fois plus qu’un habitant d’une grande agglomération (plus de 100 000 habitants).

### Spécificités sociales
Sur l'année 2016, parmi le total des tués, les accidents domicile-travail tuent 359 personnes. Les accidents lors de déplacements professionnels tuent 124 personnes. En 2018, 500 Français sont morts dans des accidents de la route dans le cadre de leur activité professionnelle, dont les trois quarts sur le trajet entre leur domicile et leur travail et un quart lors d’un trajet professionnel. Ces accidents sont essentiellement causés par la fatigue.
Ces tués sur le trajet du travail représentent en 2007, 28 % des accidents pour les ouvriers et 31 % des accidents pour les employés. Les tués lors des accidents de trajet sont également comptés par Ameli parallèlement aux accidents du travail en France pour mesurer la Santé et sécurité au travail.
Les ouvriers représentent 22,1 % des 3 239 personnes décédées sur la route en 2007.
Les cadres supérieurs, bénéficiant plus souvent de véhicules plus haut de gamme dotés d'une sécurité accrue — notamment avec des airbags et des habitacles renforcés — sont plus nombreux à survivre et occupent de ce fait une part importante des comparutions pour homicide routier. Ces homicides peuvent mener à des peines de prison, les juges pouvant cependant faire preuve de clémence envers les déférés ayant une vie de famille.
En France l'accident de la route représente le danger numéro 1 au travail.

### Spécificités géographiques
La mortalité routière française se produit pour 7 % dans l'Outre-mer habitée — comprenant, DROMs, COM et Nouvelle-Calédonie — qui ne compte que 4 % de la population, en 2018.

#### Outre-mer
L'insécurité routière en Outre-mer est différente de celle se trouvant en métropole en raison d'un contexte différent : mobilité, démographie, relief, réseau routier, climat, équilibre jour/nuit, pratiques locales, différences sociales et culturelles, même si par d'autres aspects les problématiques partagent des enjeux communs.
Par exemple, quand la mortalité routière est stable (sic) en métropole, elle peut augmenter Outre-mer: En 2024, 241 personnes sont décédées sur les routes en Outre-mer, sur le périmètre Nouvelle-Calédonie, Guadeloupe, Polynésie, Guyane, Martinique, La Réunion, Mayotte selon les chiffres provisoires. Cette mortalité est supérieure à celle de 2023 de 4 % mais inférieure à celle de 2019 de 5 %.
Dans le détail:
- Le nombre de tués en moto est de 83 en Outre-mer en 2024. Un tiers de ces décès est attribué au non-port du casque[12],[11];
- Le nombre de tués automobiliste est de 94 en Outre-mer en 2024. Entre la moitié et les trois quarts de ces décès sont attribués au non-port de la ceinture de sécurité[12];
- Le nombre d'usagers vulnérables tués est de 46 piétons et 9 cyclistes, sans compter les motos[12].

La tranche d'âges des jeunes est la plus touchée. Les Antilles et la Guyane se distinguent également par un plus grand nombre de refus d'obtempérer notamment chez les hommes de moins de 30 ans.
En plus des tués, 4 300 personnes sont blessées dans un accident de la route en Outre-mer en 2024.
Des spécificités locales apparaissent également à l'intérieur de l'Outre-mer: Entre 2020 et 2024, la Nouvelle-Calédonie connaît 177 tués par million d'habitants (deux fois la moyenne ultramarine et trois fois la métropole). Le risque est plus faible à Mayotte ou à La Réunion où il est équivalent à la métropole ou plus faible.

#### Ruraux
À l'échelle nationale, 71 % de la mortalité routière se concentre dans des territoires dits ruraux qui regroupent 51 % de la population française, en 2020. 70 % de cette mortalité routière dite rurale se produit sur route départementale, 14 % sur voie communale, 8 % sur route nationale et 7 % sur autoroute, en 2020.

### Spécificités des vitesses maximales autorisées
La base open data du site gouvernemental français contient une liste d'accidents avec pour chaque année dans la table "lieux" la spécification de la vitesse maximale autorisée sur le lieu de l'accident.
| Vitesse (km/h)                                                         | Accidents en 2019 | % 2019 | Accidents en 2022 | % 2022 | Différence |
| ---------------------------------------------------------------------- | ----------------- | ------ | ----------------- | ------ | ---------- |
| 50                                                                     | 33306             | 56 %   | 25452             | 46 %   | -7854      |
| 30                                                                     | 4013              | 9 %    | 9066              | 16 %   | 5053       |
| 80                                                                     | 9027              | 15 %   | 7616              | 14 %   | -1411      |
| 70                                                                     | 4097              | 7 %    | 4093              | 7 %    | -4         |
| 90                                                                     | 3436              | 6 %    | 4494              | 8 %    | 1058       |
| 110                                                                    | 2151              | 4 %    | 1922              | 3 %    | -229       |
| Nota: ces chiffres ne tiennent pas compte de la gravité des accidents. |                   |        |                   |        |            |

## Causes des accidents
Des enquêtes statistiques menées en France entre 1983 et 2004 ont montré que dans 90 % des accidents mortels le comportement humain est en jeu ; dans 50 % des accidents mortels l’infrastructure est en jeu ; dans 30 % des accidents mortels les facteurs liés aux véhicules sont en cause.
Si l'actualité de ces données n'est pas assurée en raison de la réduction du nombre de morts, de l'ordre de 40 % entre 1993 et 2004 et de 40 % entre 2005 et 2015, les causes d'accidents restent multiples :
Facteurs humains, véhicule, conditions de circulation, état de la route, obstacles (35 % des tués), conditions météorologiques, etc.. Mais ce sont les facteurs humains qui sont en tête dans la majorité des accidents corporels (dans 90 % des cas). Parmi ceux-ci, sont fréquemment observés : l'alcool (28 % des tués sur la route), la vitesse inadaptée (26 % des accidents mortels); la fatigue (9 % des décès sur l’ensemble du réseau routier et 18 % des morts sur autoroute) ; la distraction et l'usage du téléphone au volant (le risque d’accident corporel dans ce cas, qui représente un accident sur dix, est multiplié par trois); le cannabis multiplierait par deux la probabilité d'être responsable d'un accident mortel (survenant dans 23 % des accidents provoqués par des conducteurs sous l'emprise de stupéfiants) et par quatorze si le cannabis est associé à l'alcool.
La conduite sans permis ou avec un permis invalide est constatée dans 4 % des accidents mortels.
Les causes profondes des accidents peuvent être le temps de trajet domicile-travail et les routes empruntées. Ainsi, les inégalités sociales seraient un facteur non négligeable dans la hausse des statistiques d'accidents mortels constatés depuis 2014.
En France aux alentours de 3 % des accidents sont causés par des médicaments,.

### Cause des accidents mortels
En France, en 2006, le non-port de la ceinture de sécurité est présent dans 20 % des accidents mortels. Un occupant portant correctement sa ceinture peut sortir indemne d'un accident, alors que le port d'une ceinture détendue peut conduire à heurter le volant, à des fractures de côtes dues à la collision contre la ceinture, ou à un traumatisme crânien avec fractures faciales et perte de connaissance, à des fractures des genoux, fémurs ou bassin et enfin à un enfoncement thoracique avec des lésions souvent mortelles.
Jusqu'en 2006, les carrefours non giratoires sont le lieu de 23% des accidents, et de 19 % des accidents mortels, les virages de 40 % des accidents mortels, et les obstacles sur accotement de 30 % des accidents mortel, la présence d’accès riverains ou commerciaux non aménagés de 6 %.
En 2017, 138 personnes ont été tuées sur un passage piéton, dont la moitié avait plus de 65 ans.

## Cadre statistique: méthodologies et définitions

### Origine des données statistiques
Les sources découlent pour l’essentiel des Bulletins d’Analyse d’Accidents Corporels (BAAC) remplis par les forces de l’ordre après chaque accident corporel, versés au fichier national des accidents corporels de la circulation (dit « Fichier BAAC1 ») à des fins d'exploitation par l’Observatoire interministériel de la sécurité routière. Cette base comportait 454 372 accidents en 2013, (440 695 pour la métropole et 13 677 pour les DOM), pour 775 422 véhicules présents dans les accidents, (751 831 pour la métropole et 23 591 pour les DOM).
Une fois comparées et croisées, ces données permettent de mesurer la fréquence des accidents en fonction des situations. Dans la mesure du possible, elles prennent en compte l’exposition au risque, c’est-à-dire le nombre de kilomètres parcourus.
Un communiqué de presse de l'Institut de Veille Sanitaire (InVS) du 6 mai 2008 indique que le nombre de blessés serait sous-estimé. L'InVS estime à 514 300 le nombre de blessés annuels.
Ces données (par exemple base de données accidents corporels de la circulation sur six années, base de données véhicules impliqués) commencent à être mises en ligne sur le site Etalab par le ministère de l'Intérieur (après anonymisation) dans le cadre des politiques françaises et européennes de données ouvertes (Open Data).
Le code national d'identification du type est publié de manière anonymisée.

### Définitions
Afin de faciliter les comparaisons internationales, en France le Comité interministériel de la sécurité routière du 7 juillet 2004 a adopté le principe d’une harmonisation des définitions de la gravité retenues dans le fichier national des accidents corporels avec celles adoptées par nos principaux voisins européens.

#### Accident

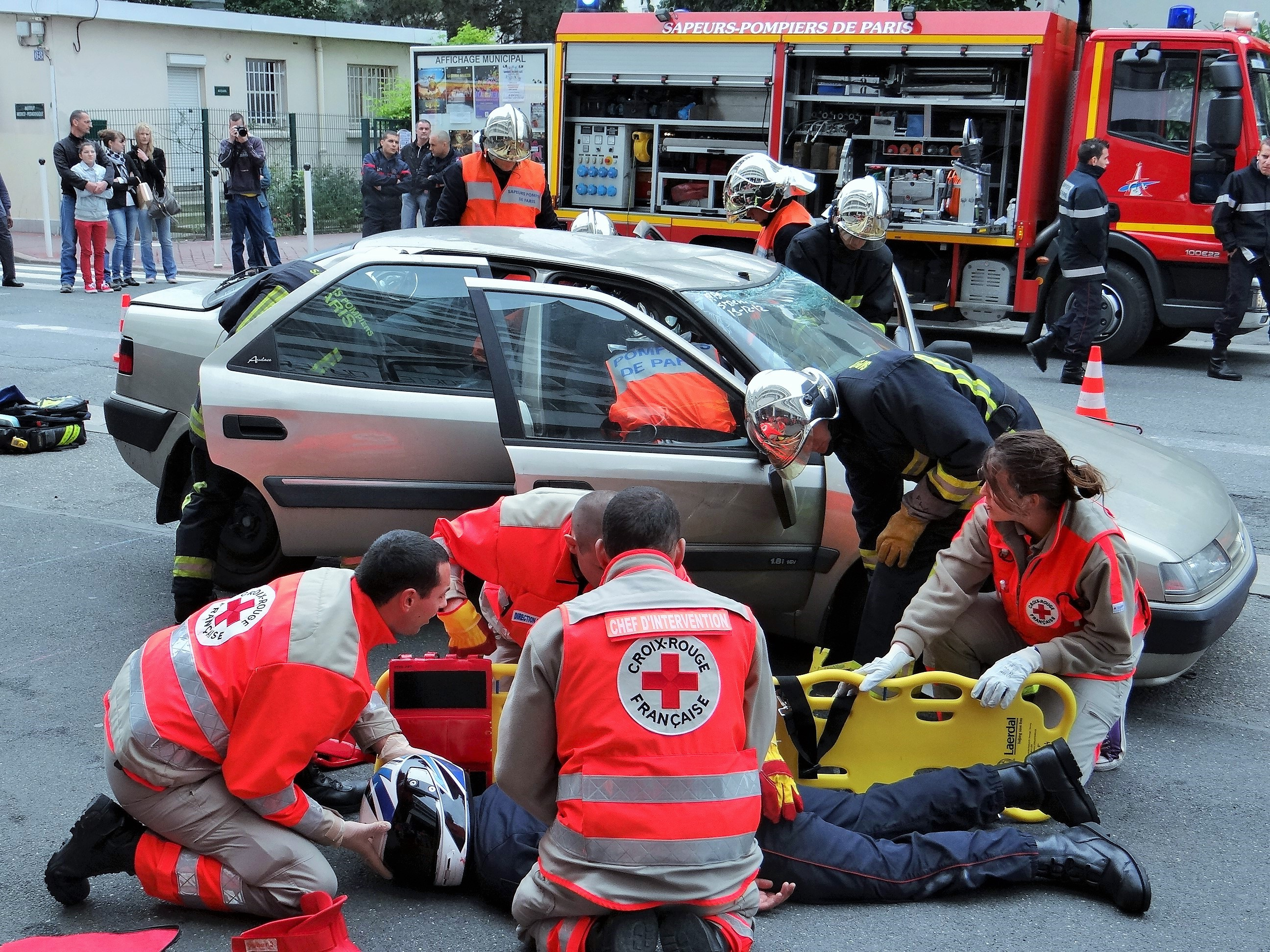
Exercice de secours routier.

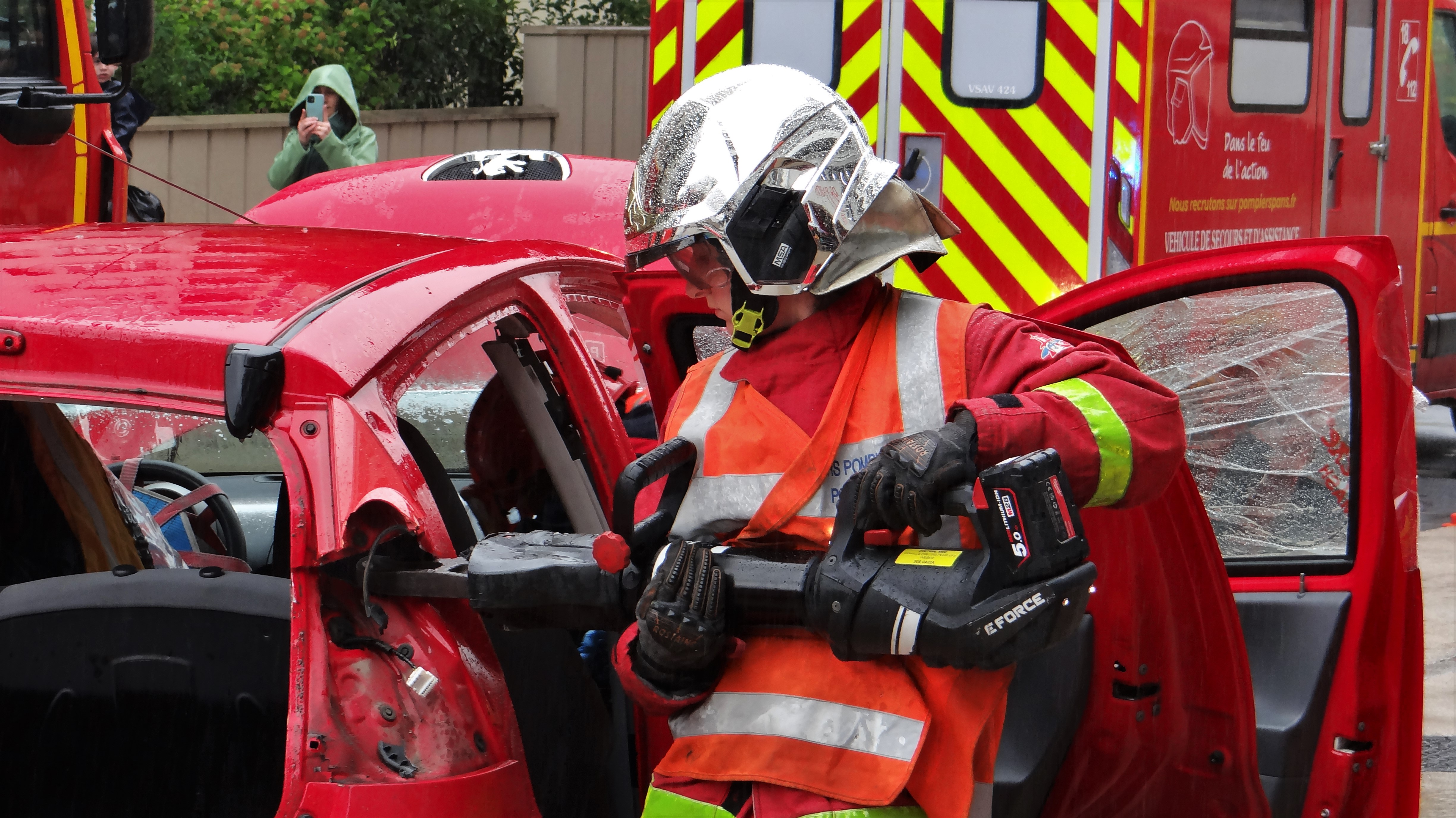
Désincarcération.

Un accident corporel (mortel et non mortel) de la circulation routière est un accident qui :
- provoque au moins une victime, c’est-à-dire un usager ayant nécessité des soins médicaux ;
- survient sur une voie ouverte à la circulation publique ;
- implique au moins un véhicule.

#### Usagers
Un accident corporel implique un certain nombre d’usagers. Parmi ceux-ci, on distingue :
- les indemnes : impliqués non décédés et dont l’état ne nécessite aucun soin médical ;
- les victimes : impliqués non indemnes.

Parmi les victimes, on distingue :
- les tués : toute personne qui décède sur le coup ou dans les trente jours qui suivent l’accident ; avant 2004 les statistiques ne faisaient état que de tués dans les 6 jours. Pour comparer avec les voisins européens, on multipliait par le coefficient 1,057. Depuis 2005 ce coefficient a été revu à la hausse à 1,069.
- les blessés : victimes non tuées.

Parmi les blessés, on distingue :
- les blessés hospitalisés : victimes admises comme patients dans un hôpital plus de 24 heures ;
- les blessés légers : victimes ayant fait l’objet de soins médicaux mais n’ayant pas été admises comme patients à l’hôpital plus de 24 heures.

## Bilan général
Le pic de la mortalité routière est atteint en 1972 avec 18 034 morts. Cela représente un taux de mortalité 12 fois plus élevé qu'en 2021 avec 2 944 morts (six fois plus de morts, deux fois moins de voitures[réf. nécessaire]). Cela représentait presque 50 décès par jour, 0,716 tué pour 1 000 véhicules, le tiers des personnes décédées étant les piétons, cyclistes et motocyclistes et 386 874 blessés.
Sur une longue période, entre 1975 et 2001, la baisse moyenne annuelle du nombre de personnes tuées s’établissait à 2,3 %.
Depuis 2001, on a constaté une accélération du processus avec des baisses successives de :
- 6,2 % en 2002 ;
- 20,9 % en 2003 ;
- 8,7 % en 2004 ;
- 4,9 % en 2005.

En quatre ans, entre 2001 et 2005, l'amélioration s’élevait à -35,6 % pour le nombre de personnes tuées et -29,6 % pour le nombre de blessés.
Entre 2000 et 2012, les trois quarts des tués étaient des hommes et un quart de femmes. Les hommes sont responsables de trois-quarts des accidents.
Les morts sur autoroute représentent seulement 4 % en 2012 en France alors qu'elles concentrent 15 % des kilomètres parcourus.
En France, il y a huit personnes blessées pour une personne tuée. Certains blessés peuvent garder des séquelles majeures (fractures, plaies, contusions d’organes, hémorragie, contusion d’organes internes, fractures d’organes internes, destruction massive d’organes, rupture) ou modérées (plaie, contusion, érosions, fracture simple)[pas clair].
| Le graphique qui aurait dû être présenté ici ne peut pas être affiché car il utilise l'ancienne extension Graph, désactivée pour des questions de sécurité. Des indications pour créer un nouveau graphique avec la nouvelle extension Chart sont disponibles ici . |
| (1) Pourcentage de personnes ayant au moins une séquelle majeure IIS 3+ (c'est-à-dire 3, 4, 5, 6 ou 7). (2) Pourcentage de personnes ayant au moins une séquelle modérée IIS 3+ (c'est-à-dire 1 ou 2). Source : Registre du Rhône, 1996-2013 (160 957 victimes survivantes dont 1 360 victimes avec séquelles majeures attendues et 54 652 séquelles mineures à modérées). |

### Tués en agglomération
| Le graphique qui aurait dû être présenté ici ne peut pas être affiché car il utilise l'ancienne extension Graph, désactivée pour des questions de sécurité. Des indications pour créer un nouveau graphique avec la nouvelle extension Chart sont disponibles ici . | Le graphique qui aurait dû être présenté ici ne peut pas être affiché car il utilise l'ancienne extension Graph, désactivée pour des questions de sécurité. Des indications pour créer un nouveau graphique avec la nouvelle extension Chart sont disponibles ici . |
| Source gouvernementale. | |

En agglomération, 66 % des piétons tués sont tués au cours de la journée, en 2017. Parmi les 172 piétons tués de 75 ans et plus, 64 % le sont de jour en ville.

### Tués selon la route
| Le graphique qui aurait dû être présenté ici ne peut pas être affiché car il utilise l'ancienne extension Graph, désactivée pour des questions de sécurité. Des indications pour créer un nouveau graphique avec la nouvelle extension Chart sont disponibles ici . |
| Source : SOeS, 49e rapport de la commission des comptes des transports de la nation / La documentation française. |

En 2017, 82 % des piétons tués sur des routes en dehors des agglomérations et 79 % des piétons tués sur autoroute sont tués au cours de la nuit, lorsque la visibilité est la plus faible.

### Tués selon le sexe
- Pour les femmes, la mortalité est de 16,4 tuées par million d'habitants en 2020, et 22 tuées par million d'habitants en 2019. Pour les femmes, ce taux a baissé de 25 % entre 2010 et 2019.
- Pour les hommes, la mortalité est de 63,2 tués par million d'habitants en 2020, et de 80 tués par million d'habitants en 2019. Pour les hommes, ce taux a baissé de 20 % entre 2010 et 2019[34].

Le graphique qui aurait dû être présenté ici ne peut pas être affiché car il utilise l'ancienne extension Graph, désactivée pour des questions de sécurité. Des indications pour créer un nouveau graphique avec la nouvelle extension Chart sont disponibles ici.

Ces disparités varient selon l'âge :
- Le taux de mortalité des hommes est quatre fois supérieur à celui des femmes de 25 à 64 ans.
- Chez les 25-34 ans, le taux de mortalité des hommes est plus de 6 fois supérieur
- Chez les enfants de moins de 13 ans, l'écart est moins marqué, mais dès 14 ans, le risque des garçons est quatre fois supérieur à celui des filles[34].

### Tués selon le véhicule
Le risque affecte tout particulièrement les deux-roues motorisés.

« En 2019, 820 des 3 498 tués en France étaient usagers de deux roues-motorisés (2RM) (23,4 %), 160 étaient cyclomotoristes (4,6 %) et 660 étaient motocyclistes (18,9 %). Près d'un tué sur quatre est donc usager de 2RM alors que leur part estimée dans le trafic routier est à moins de 2 %. Le risque de perdre la vie sur les routes françaises pour un même nombre de kilomètres parcourus est environ 22 fois plus élevé pour ces usagers que pour les usagers des véhicules légers (24 fois pour les conducteurs de motos lourdes > 125 cm3). »

— Conseil national de la sécurité routière, comité des experts.« Sécurité des deux-roues motorisés : vers un usage adapté à leur vulnérabilité »
Le risque varie selon le type de deux-roues :

« […] les roadsters (dépourvus de carénage) représentent 28 % du parc et sont impliqués dans la moitié des accidents mortels (47 %). Quant aux motos sportives, elles constituent 9 % du parc et sont impliquées dans 23 % des accidents mortels. »

— Conseil national de la sécurité routière, comité des experts. « Sécurité des deux-roues motorisés : vers un usage adapté à leur vulnérabilité »
Le risque associé à un type de véhicule dépend aussi aux comportements spécifiques pratiqués par leur conducteur :

« Les accidents de dépassement concernent 1/4 des accidents de motos (18,6 % en dépassement et 7,0 % venaient de dépasser). Les motos lourdes sont les plus concernées et les facteurs associés sont la vitesse inadaptée, une manœuvre de dépassement dangereuse et la remontée ou circulation en file. »

— Conseil national de la sécurité routière, comité des experts. « Sécurité des deux-roues motorisés : vers un usage adapté à leur vulnérabilité »
Le graphique qui aurait dû être présenté ici ne peut pas être affiché car il utilise l'ancienne extension Graph, désactivée pour des questions de sécurité. Des indications pour créer un nouveau graphique avec la nouvelle extension Chart sont disponibles ici.

Le France compte 1565 tués en voiture en 2022, ce qui est en nombre absolu le premier nombre de l'Union européenne pour ce type de véhicule. En comparaison, l'Allemagne a 373 tués (25%) en moins en voiture, soit 1192.

### Scénarios d'accidents sur autoroutes concédées
Sur autoroutes, différents scénarios peuvent conduire à un accident mortel.
En 2020, 98 accidents mortels surviennent sans accident préalable (86 % des accidents 2020); 13 accidents mortels surviennent à la suite d'un incident et enfin trois accidents mortels surviennent alors qu'un accident préalable a déjà figé des véhicules.
Les 98 accidents mortels sans accident préalable, sont classés en différents scénarios par l'ASFA :
- chocs sur dispositif de retenue (30 accidents mortels)
- collisions fronto-arrière sans changement de direction et collisions en chaîne (26 accidents mortels)
- pertes de contrôle (véhicule seul ou véhicule heurtant d’autres véhicules, sans choc sur dispositif de retenue) (15 accidents mortels)
- accidents avec piétons (11 accidents mortels)
- bretelles ou échangeurs,
- accidents sur zones de chantier ou d’intervention,
- autres accidents mortels (changement de file, contresens ou circulation en marche arrière, accident sur barrière de péage) (14 accidents mortels)[37]

Le graphique qui aurait dû être présenté ici ne peut pas être affiché car il utilise l'ancienne extension Graph, désactivée pour des questions de sécurité. Des indications pour créer un nouveau graphique avec la nouvelle extension Chart sont disponibles ici.

Exemples de scénarios d'accidents sur dispositifs de retenue

« De nuit sur chaussée sèche :
Le conducteur du FOP (Fourgon Transporteur de Personnes) (A) perd le contrôle de son véhicule. Le FOP (A) percute les glissières de la bande d’arrêt d’urgence (BAU), passe par-dessus, monte sur le talus puis effectue des tonneaux avant de retomber sur les glissières. Le passager avant du FOP (A) non ceinturé est éjecté et tué. »

— Accident no 2020202, Bilan : 1 Tué, 1 Blessé Léger, 1 Véhicule Léger,
Facteurs retenus : Indéterminé, Non port de la ceinture comme facteur aggravant

« De jour sur chaussée sèche :
Le VL (Véhicule Léger) (A) circule sur la voie médiane. Il se déporte sur la gauche. Le conducteur du VL (A) donne un coup de volant et freine brusquement. Le VL (A) percute le Dispositif de Retenue du Terre-Plein Central, effectue plusieurs tonneaux et s’immobilise sur ses roues sur la voie de gauche.
Le conducteur et le passager arrière gauche du VL (A) sont tués. »

— Accident no 2020210, Bilan : 2 Tués, 2 Blessés Légers, 1 Véhicule Léger, Facteur retenu : Inattention
Exemples de collisions fronto-arrières sans changement de direction et collisions en chaîne

« De nuit sur chaussée sèche :
À la suite d'un fort ralentissement, le VL (Véhicule Léger) (C) s'arrête en queue de bouchon sur la voie de droite au niveau de la bretelle de sortie de l’autoroute. Le VL (B) freine énergiquement pour éviter la collision avec le VL (C) à l’arrêt.
Survient le VL (A) qui ne peut anticiper les manœuvres précédentes. Le VL (A) percute violemment le VL (B) à l’arrière qui percute le VL (C). Le conducteur du VL (B) est tué. »

— Accident no 2020601 ; Bilan : 1 Tué, 1 Blessé Hospitalisé, 6 Blessés Légers, 3 Véhicules Légers ; Facteurs retenus : Inattention, Vitesse inadaptée au trafic (trop élevée)

« De jour sur chaussée sèche :
La circulation est ralentie. La moto (A) circule entre deux files de véhicules au ralenti et percute l’arrière du FOM (Fourgon Transporteur de Marchandises) (B). Le conducteur de la moto (A) est tué. »

— Accident no 2020508,
1 Tué, 1 Indemne, 1 Véhicule Léger, 1 Moto, Facteur retenu : Vitesse inadaptée au trafic (trop élevée)

## Répartition géographique
| Mortalité de quelques régions ( ≤ 46)                    | Mortalité dépassant la moyenne France (> 47)                                       | Mortalité dépassant la moyenne France (> 47)                                                       | Mortalité pire (+50 %)                    |
| -------------------------------------------------------- | ---------------------------------------------------------------------------------- | -------------------------------------------------------------------------------------------------- | ----------------------------------------- |
| - Île-de-France: 22 - Hauts-de-France: 41 - Grand Est 46 | - Auvergne-Rhône-Alpes : 47 - Pays de la Loire: 47 - Bretagne : 48 - Normandie: 50 | - Provence-Alpes-Côte d'Azur:53 - Nouvelle-Aquitaine: 57 - Occitanie: 58 - Centre-Val de Loire: 58 | - Bourgogne-Franche-Comté: 70 - Corse: 83 |

| (20 ≤ x ≤ 35)    | (35 ≤ x ≤ 50)                                       | Mortalité de quelques régions (50 ≤ x ≤ 65)                                     | Mortalité de quelques régions (50 ≤ x ≤ 65)                            | (65 ≤ x ≤ 80)             | (80 ≤ x ≤ 120) |
| ---------------- | --------------------------------------------------- | ------------------------------------------------------------------------------- | ---------------------------------------------------------------------- | ------------------------- | -------------- |
| - Île-de-France: | - Hauts-de-France: - Pays de la Loire: - Bretagne : | - Grand Est - Auvergne-Rhône-Alpes : - Normandie: - Provence-Alpes-Côte d'Azur: | - Nouvelle-Aquitaine: 61 - Bourgogne-Franche-Comté: 63 - Occitanie: 63 | - Centre-Val de Loire: 66 | - Corse: 115   |

### Indicateur d'accidentologie locale
L'indicateur d'accidentologie locale (IAL) est calculé en rapportant le nombre de tués observé dans le département considéré au nombre de tués qui y aurait été enregistré si les risques encourus y avaient été les mêmes, par catégorie de réseau, que ceux mesurés au niveau France entière.

### Mortalité par département
- < 6
- < 8
- < 10

- Pour la France: calculé par l'ONISR, sur la mortalité de la période 2012-2016 et la population INSEE 2016, Site ONISR'"`UNIQ--ref-0000002F-QINU`"'
- Pour l'Andorre, source: estimation  OMS sur l'année 2013'"`UNIQ--ref-00000030-QINU`"'
- Pour les régions de Suisse et de l'UE, hors France, source: EUROSTAT (Victimes dans les accidents de la route par région NUTS 2 '"`UNIQ--nowiki-00000031-QINU`"'tran_r_acci'"`UNIQ--nowiki-00000032-QINU`"') pour les années 2012-2016'"`UNIQ--ref-00000033-QINU`"'.

| Département                  | Tués | Accidents |
| ---------------------------- | ---- | --------- |
| 38 - Isère                   | 78   | 702       |
| 83 - Var                     | 73   | 745       |
| 74 - Haute-Savoie            | 62   | 519       |
| 17 - Charente-Maritime       | 57   | 634       |
| 30 - Gard                    | 54   | 464       |
| 56 - Morbihan                | 53   | 584       |
| 71 - Saône-et-Loire          | 48   | 507       |
| 971 - Guadeloupe             | 47   | 358       |
| 64 - Pyrénées-Atlantiques    | 46   | 850       |
| 63 - Puy-de-Dôme             | 45   | 456       |
| 85 - Vendée                  | 41   | 323       |
| 89 - Yonne                   | 41   | 216       |
| 72 - Sarthe                  | 40   | 379       |
| 51 - Marne                   | 39   | 484       |
| 22 - Côtes-d'Armor           | 38   | 432       |
| 50 - Manche                  | 36   | 359       |
| 11 - Aude                    | 36   | 318       |
| 79 - Deux-Sèvres             | 36   | 208       |
| 973 - Guyane                 | 35   | 387       |
| 81 - Tarn                    | 35   | 205       |
| 26 - Drôme                   | 34   | 318       |
| 84 - Vaucluse                | 34   | 245       |
| 07 - Ardèche                 | 33   | 265       |
| 73 - Savoie                  | 31   | 239       |
| 28 - Eure-et-Loir            | 31   | 223       |
| 66 - Pyrénées-Orientales     | 30   | 356       |
| 41 - Loir-et-Cher            | 30   | 251       |
| 61 - Orne                    | 29   | 187       |
| 40 - Landes                  | 28   | 170       |
| 972 - Martinique             | 27   | 527       |
| 82 - Tarn-et-Garonne         | 26   | 160       |
| 03 - Allier                  | 23   | 246       |
| 47 - Lot-et-Garonne          | 23   | 185       |
| 10 - Aube                    | 22   | 384       |
| 18 - Cher                    | 22   | 164       |
| 08 - Ardennes                | 22   | 91        |
| 2B - Haute-Corse             | 21   | 338       |
| 32 - Gers                    | 21   | 163       |
| 05 - Hautes-Alpes            | 18   | 252       |
| 12 - Aveyron                 | 18   | 194       |
| 58 - Nièvre                  | 18   | 180       |
| 04 - Alpes-de-Haute-Provence | 17   | 230       |
| 36 - Indre                   | 17   | 147       |
| 55 - Meuse                   | 17   | 106       |
| 70 - Haute-Saône             | 16   | 124       |
| 46 - Lot                     | 16   | 91        |
| 43 - Haute-Loire             | 15   | 127       |
| 52 - Haute-Marne             | 12   | 119       |
| 09 - Ariège                  | 11   | 123       |
| 15 - Cantal                  | 10   | 87        |
| 90 - Territoire-de-Belfort   | 9    | 47        |

### Évolution détaillée des accidents et victimes
Le graphique qui aurait dû être présenté ici ne peut pas être affiché car il utilise l'ancienne extension Graph, désactivée pour des questions de sécurité. Des indications pour créer un nouveau graphique avec la nouvelle extension Chart sont disponibles ici.

#### En France métropolitaine
La première statistique des décès occasionnés sur les routes françaises métropolitaines a eu lieu en 1948.

#### En France (DOM compris)
L'année 2005 marque un tournant dans les statistiques puisqu'elles comprennent la prise en compte des décès survenus jusqu'à trente jours après l'accident, le tableau détaillé d’évolution des accidents et des victimes pour la France entière (métropole plus DOM) est le suivant :
| Année | Accidents | Accidents        | Accidents              | Tués à 30 jours | Tués à 30 jours  | Blessés hospitalisés | Blessés légers | Total blessés | Total blessés    | Gravité                           | Gravité |
| Année | Nombre    | Évolution (en %) | dont accidents mortels | Nombre          | Évolution (en %) | Blessés hospitalisés | Blessés légers | Nombre        | Évolution (en %) | Tués pour 100 accidents corporels |         |
| ----- | --------- | ---------------- | ---------------------- | --------------- | ---------------- | -------------------- | -------------- | ------------- | ---------------- | --------------------------------- | ------- |
| 2005  | 87 026    | - 1,0            | 5 068                  | 5 543           | - 4,9            | 40 792               | 70 891         | 111 683       | - 0,3            | 6,37                              |         |
| 2006  | 82 993    | - 4,6            | 4 530                  | 4 942           | - 10,8           | 41 869               | 64 111         | 105 980       | - 5,5            | 5,95                              |         |
| 2007  | 83 850    | + 1,0            | 4 466                  | 4 838           | - 2,1            | 39 754               | 66 955         | 106 709       | - 5,6            | 5,77                              |         |
| 2008  | 76 767    | - 8,4            | 4 092                  | 4 443           | - 8,2            | 36 179               | 60 726         | 96 905        | - 5,7            | 5,79                              |         |
| 2009  | 74 409    | - 3,0            | 4 115                  | 4 443           | -                | 34 506               | 59 487         | 93 993        | - 3,0            | 5,97                              |         |
| 2010  | 69 379    | - 6,8            | 4 120                  | 4 172           | - 6,1            | 31 387               | 55 786         | 87 173        | - 7,3            | 6,01                              |         |
| 2011  | 66 974    | - 3,4            | 3 788                  | 4 111           | - 1,5            | 30 635               | 51 572         | 83 872        | - 3,8            | 6,14                              |         |
| 2012  | 62 250    | - 8,0            | ---                    | 3 842           | - 6,5            | 28 107               | 50 102         | 78 209        | - 6,7            | 6,17                              |         |
| 2013  | 58 397    | - 6,2            | ---                    | 3 495           | - 10,8           | 26 895               | 45 750         | 72 645        | - 7,1            | 5,87                              |         |
| 2014  | 59 854    | + 2,5            | ---                    | 3 557           | + 3,8            | 27 502               | 47 640         | 75 142        | + 3,4            | 5,94                              |         |
| 2015  | 58 654    | - 2,0            | ---                    | 3 616           | + 1,7            | 27 717               | 45 667         | 73 384        | - 2,3            | 6,16                              |         |
| 2016  | 59 919    | + 2,1            | 3255                   | 3 738           | + 3,3            | 28 817               | 47 002         | 75 819        | + 3,3            | 6,24                              |         |
| 2017  | 61 224    | + 2,2            | ---                    | 3 684           | - 1,4            | 29 413               | 47 427         | 76 840        | + 1,3            | 6,02                              |         |
| 2018  | 58 352    | - 4,7            | ---                    | 3 488           | - 5,3            |                      |                | 73 253        | - 4,7            |                                   |         |
| 2019  | 58 840    | + 0,8            | ---                    | 3 498           | + 0,3            |                      |                | 74 165        | + 1,2            |                                   |         |
| 2020  | 47 744    | - 18,9           | ---                    | 2 780           | - 20,5           |                      |                | 59 248        | - 20,1           |                                   |         |

## Évolution des tués (1950-2017)
| Image externe                                         |                                                                          |
| Évolution des tués (1950-2011) et principales mesures |                                                                          |
|                                                       | Mortalité sur les routes de France Sources : L'Argus & Sécurité Routière |

Depuis 1960, au moins 350 000 personnes sont mortes des suites d'un accident de la route en France. Le maximum annuel est atteint en 1972 avec 18 034 morts officiels.

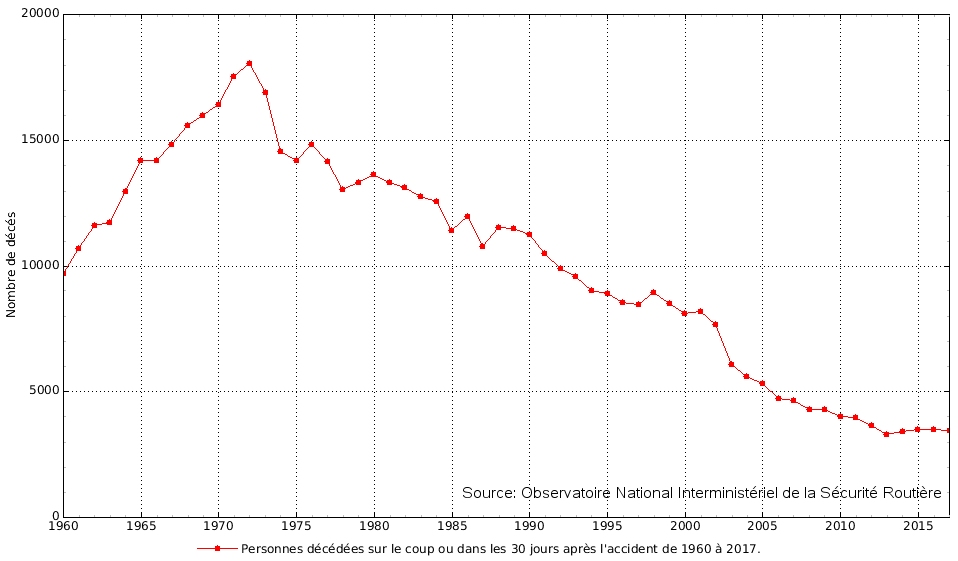
Nombre de morts sur les routes de France de 1960 à 2017.

Nombre d'accidents et de morts sur la route en France de 1986 à 2017.

En 2016, la France a compté 57 522 accidents corporels, tuant 3 477 personnes (dans les 30 jours suivant l'accident), en blessant 72 645, dont 27 187 ont été hospitalisés, selon les chiffres collectés par l'Observatoire national de la sécurité routière, et sans compter les accidents non corporels.
L’indice de circulation est mesuré en kilomètres parcourus. Pour le calculer, le réseau est d’abord réparti en sections homogènes de trafic, puis on multiplie le trafic moyen journalier de chaque section par la longueur de cette section. On multiplie par 365 et on additionne le tout.
Dans le tableau ci-après l’unité de l’indice de circulation est le milliard de kilomètres parcourus par an. On constate ainsi qu'en vingt ans, le nombre de tués a été divisé par plus de 2, alors que la circulation augmentait de près de 80 %.

Évolution comparée tués/indice de circulation entre 1985 et 2005 en métropole.

Évolution du nombre de tués sur la route de 1986 à 2017.

## Responsabilité
Part des conducteurs et piétons présumés responsables dans les accidents mortels dans lesquels ils sont impliqués, selon le mode de transport :
Le graphique qui aurait dû être présenté ici ne peut pas être affiché car il utilise l'ancienne extension Graph, désactivée pour des questions de sécurité. Des indications pour créer un nouveau graphique avec la nouvelle extension Chart sont disponibles ici.

Source : Bilan de l’accidentalité de l’année 2018, page 102

## Accidents mortels notables
- 27 septembre 1911 : par temps de pluie, un autobus glisse sur la chaussée puis le trottoir et bascule dans la Seine à la hauteur du pont de l'Archevêché à Paris, 11 victimes.
- 13 août 1923 : chute d'un autocar transportant des Néerlandais à Luz-Saint-Sauveur, 22 morts, un survivant.
- 13 août 1954 : dans la descente de la RN 102 en Ardèche, au pied du col de la Chavade, un car perd ses freins en arrivant au pont de Mayres, enfonce le parapet et s'écrase en contrebas dans le lit de la rivière. Après ce drame, une plaque est placée à l'abord du pont en mémoire des 19 morts, dont 12 élèves du cours complémentaire, membres de l'amicale laïque de Meymac.
- 12 novembre 1957 : accident des rampes de Saint-Paul, à La Réunion, 27 morts.
- 11 juillet 1964 : à Port de Couze, dans la commune de Lalinde en Dordogne, alors qu'une foule attendait sur le bord de la route le passage du Tour de France, un camion-citerne rate un virage avant un petit pont sur le canal de Lalinde et chute dans celui-ci, y entraînant plusieurs spectateurs ; 9 morts dont 3 enfants et 13 blessés ; l'accident est commémoré par une stèle[46].
- 27 juillet 1964 : chute d'un autocar transportant un groupe folklorique perpignanais à Haréville, près de Vittel, 19 morts.
- 16 août 1964 : en redescendant de la station de La Rosière, appartenant à la commune de Montvalezan en Savoie, un autobus transportant des enfants et adolescents en colonie de vacances quitte la route et s’écrase en contrebas, causant la mort de quinze enfants et trois moniteurs et faisant 57 blessés.
- 26 février 1972 : en raison d'un épais brouillard, carambolages en série sur l'autoroute A1, dans le sens Lille-Paris, près d'Arras, 11 morts, 25 blessés.
- 18 juillet 1973 : chute d'un autocar belge dans un virage de la RN 85 au bas de la rampe de Laffrey près de Vizille (Isère), 43 morts.
- 2 avril 1975 : au même endroit que l'accident du 18 juillet 1973, chute d'un autocar sans frein en bas de la descente, 29 morts.
- 21 décembre 1976 : un autocar de ramassage scolaire se perd dans le brouillard et tombe à l'eau au port Édouard-Herriot à Lyon. L'enceinte du port était mal balisée. Quatorze enfants morts[47].
- 23 mars 1980 : en dérapant sur le verglas, un autocar du ski-club de la base aérienne de Istres défonce le parapet du pont du Pas de la Tour au Lauzet-Ubaye et s’écrase au fond du ravin. 17 morts et 4 blessés.
- 31 juillet 1982 : accident de Beaune. Carambolage sur l'autoroute A6 à Beaune, de nuit et par temps de pluie, au niveau d'un rétrécissement de chaussée, impliquant deux autocars et deux voitures, causant 53 morts dont 44 enfants ; le propriétaire d'un autocar est condamné à de la prison avec sursis et à une amende pour défaut d'entretien du véhicule. L'un des chauffeurs est condamné à de la prison avec sursis, à une suspension de permis et une amende. C'est l'accident de la circulation le plus meurtrier de France.
- 10 novembre 1993 : carambolage sur l'autoroute A10 au niveau du pont de Mirambeau (Charente-Maritime), par temps de brouillard, impliquant 52 véhicules dont 6 camions, causant 15 morts et 53 blessés ; début octobre 2002, la cour d'appel de Poitiers a condamné une quinzaine d'automobilistes à des peines légères, considérant qu'ils roulaient trop vite et n'avaient pas maîtrisé leurs véhicules en fonction des conditions météorologiques.
- 10 juillet 1995 : un autocar double étage espagnol reliant Barcelone à Amsterdam se renverse sur la glissière centrale après avoir touché un camion lors de son évitement, sur l'autoroute A9 entre l'aire de Tavel et l'échangeur de Roquemaure, il est 1 h 15. L'accident fait 22 morts et 32 blessés dont 18 graves, de nationalités différentes. L'un des conducteurs et les dirigeants ont été condamnés par le tribunal correctionnel de Nîmes à trois ans de prison dont un an ferme[48]. Les enregistrements sur disques font apparaître de très nombreuses infractions durant les derniers jours précédant l'accident, autant de circonstances aggravantes à l'encontre du conducteur qui se verra également suspendre son permis de conduire et écoper d'une forte amende.
- 29 septembre 1997 : carambolages en série sur l'autoroute A13, au niveau de Bourg-Achard, par temps de brouillard, impliquant une centaine de véhicules, causant 12 morts et 94 blessés ; le 17 septembre 2001, la cour d'appel de Rouen a condamné deux conducteurs à des peines de prison avec sursis et huit à des amendes et suspensions de permis de conduire.
- 29 novembre 2002 : cinq sapeurs-pompiers ont été tués et un autre blessé, fauchés par un octogénaire roulant à plus de 150 km/h dans une zone limitée à 90 km/h, alors qu'ils étaient en train de terminer le balisage des lieux d'un premier accident près de Loriol (Drôme) sur l’autoroute A7. Le responsable de l'accident a été condamné à cinq ans de prison mais il a été libéré au bout d'un an en raison de son grand âge par une décision de la cour d'appel de Lyon. Une stèle a été érigée devant la nouvelle caserne de Loriol. En raison de la violence du choc qui avait projeté deux pompiers dans le Rhône, un des corps n'a été retrouvé que le 20 juin 2013 à environ 10 km du lieu de l'accident, déplacé jusque là par le courant[49].
- 17 mai 2003 : un autocar à étage venant d'Allemagne pour la Costa Brava, dérape sur la chaussée glissante au petit matin sur l'autoroute A6 à Dardilly près de Lyon et s'écrase en contrebas, 28 morts (dont les deux conducteurs) et 46 blessés.
- 22 juillet 2007, chute d'un autocar polonais en bas de la rampe de Laffrey sur la RN 85 (au même endroit que les accidents du 18 juillet 1973 et du 2 avril 1975), 26 pèlerins tués.
- 2 juin 2008 : accident d'Allinges. Un autocar sur la route départementale 233 de Haute-Savoie, transportant une cinquantaine d’élèves de classe de cinquième d'un collège de Margencel, est percuté par un TER. Sept enfants ont été tués, 18 personnes blessées dont 4 grièvement. L'accident a eu lieu à Mesinges, un lieu-dit de la commune d'Allinges.
- 23 octobre 2015 : accident de Puisseguin. Un autocar percute un semi-remorque de transport de bois, vide au moment du choc[50], et dont le conducteur a perdu le contrôle[51], à Puisseguin en Gironde, aux alentours de 7 h 30. Cet accident a fait 43 morts[50] et huit blessés (dont quatre dans un état grave). Les deux véhicules se sont embrasés à la suite de la collision, le chauffeur du poids-lourd, âgé de 31 ans ainsi que l’unique passager, l’enfant du chauffeur âgé de seulement trois ans seraient morts brûlés. L'autocar transportait principalement des personnes âgées, originaires de Petit-Palais, parties pour la journée en voyage touristique dans le Béarn. Le chauffeur du bus d’une trentaine d’années ainsi qu’une jeune accompagnatrice de 28 ans sont également décédés.
- 14 décembre 2017 : accident de Millas, un TER heurte un autocar à un passage à niveau. Cet accident fait six morts et des blessés graves.

## Facteurs de réduction des accidents

### ADAS, systèmes anticollision et assistance à la conduite
Un système anticollision est un système de sécurité active conçu pour réduire la gravité des accidents ou les éviter.
Des systèmes sont disponibles en série sur certains modèles de véhicules. D’autres sont installables en seconde monte[réf. nécessaire].
En Europe, certains systèmes sont obligatoires sur les véhicules neufs. Ils fonctionnent dans certains cas mais pas dans d'autres selon l'ADAC.

### Psychologie
Des études de psychologie chez les adolescents ont montré que certains individus étaient plus sujets à prendre des risques que d'autres.
Toutefois, chez les individus les plus susceptibles de prendre des risques, différents facteurs influent avec les connaissances et les comportements, et l'intégration d'une norme légale et de plusieurs normes sociales, l'appropriation personnelle de ces normes, ainsi que la pratique comportementale adoptée.
Un adolescent sur la base de son expérience d'enfant peut avoir développé différents types de comportements : dans certains cas l'adolescent s'attend à ce que son environnement s'adapte à lui alors que dans d'autres cas, la prise de décision est déléguée au « système » routier.
Des facteurs comme la recherche d'expérience intense ou l'impulsivité chez les garçons peuvent être associés à la prise de risque, alors que des facteurs de recherche d'expériences nouvelles chez les filles ne le sont pas. Ces différences expliqueraient l'influence du stéréotype de genre sur les comportements.

## Après-accident

### Indemnisation
En France, l’indemnisation des victimes dépend de différents facteurs dans la responsabilité des conducteurs.

### Vie après un accident
Les sentiments des blessés survivants — selon ONISR 2018 — sur l'effet de l'accident sur le recouvrement de leur état médical antérieur à l'accident sont :
- six mois après l'accident,
  - 89 % des blessés graves considèrent ne pas avoir retrouvé un état médical similaire
  - 58 % des blessés légers considèrent ne pas avoir retrouvé un état médical similaire

Concernant l'arrêt de travail, il s'est produit :
- chez 80 % des blessés légers
- chez 100 % des blessés graves

Une année après l'accident, 32 % des blessés graves n'ont pas repris le travail.

### Préjudice moral
Après un accident, un préjudice d'affection, préjudice moral des membres de la famille du tué peut être retenu par le tribunal, lors du procès pénal,,

## Accidentalité étrangère en France
En 2018, en France, les véhicules immatriculés à l'étranger étaient impliqués dans 1 283 accidents survenus en France, accidents qui ont blessé 1 753 personnes et tué 116 autres personnes dont 34 dans le véhicule immatriculé à l'étranger.
Sur les 117 véhicules étrangers impliqués en 2018 dans un accident français mortel, 59 — soit la moitié — sont des poids-lourds.
Les 23 départements frontaliers ont été le lieu de 28 % des accidents impliquant un véhicule étranger et de 34 % de leur mortalité (40 des 116 personnes tuées).
Les quatre principaux pays d'immatriculation des véhicules étrangers impliqués en 2018 dans des accidents corporels en France sont :
- l'Espagne pour les poids lourds et TC : 134 des 485 véhicules étrangers, soit 28 % ;
- la Pologne pour les véhicules utilitaires : 36 des 112 véhicules étrangers, soit 32 % ;
- le Royaume-Uni pour les véhicules de tourismes : 94 des 566 véhicules étrangers, soit 17 % ;
- la Suisse pour les motocyclettes : 34 des 148 véhicules étrangers[10], soit 23 %.

En 2019, en France, un véhicule immatriculé à l'étranger était impliqué dans 1 756 accidents survenus en France, accidents qui ont blessé 2 475 personnes et tué 169 autres personnes dont 70 dans le véhicule immatriculé à l'étranger.
Les 22 départements frontaliers ont été le lieu de 32 % des accidents impliquant un véhicule étranger et de 41 % de leur mortalité (70 personnes tuées)
Les quatre principaux pays d'immatriculation des véhicules étrangers impliqués en 2019 dans des accidents corporels en France sont :
- l'Espagne pour les poids lourds et TC : 127 des 554 véhicules étrangers, soit un sur cinq ;
- la Pologne pour les véhicules utilitaires : 43 des 152 véhicules étrangers, soit un sur trois ;
- la Belgique pour les véhicules de tourismes : 136 des 891 véhicules étrangers, soit un sur six ;
- l'Allemagne pour les motocyclettes : 46 des 209 véhicules étrangers, soit un sur quatre[57].

## Véhicules impliqués
L'accidentalité des conducteurs est également corrélée au vieillissement des véhicules.
Par exemple en 2021,
- les véhicules de moins d'un an d'âge connaissent un ratio de 2,4 accidents à deux véhicules pour 1 accident à un seul véhicule.
- les véhicules de huit ans d'âge connaissent un ratio de 1,99 accidents à deux véhicules pour 1 accident à un seul véhicule.
- les véhicules de 24 ans d'âge connaissent un ratio de 1,46 accidents à deux véhicules pour 1 accident à un seul véhicule[15].

Au delà de 30 ans, un véhicule peut être considéré comme une automobile de collection.
Pour les véhicules neuf de moins d'un an, la taux d'accident est de l'ordre de 1 accident pour 1000 véhicules neufs de moins d'un an, mais peut dépendre du profil des conducteurs de la marque (kilométrage parcouru, type de conduite, lieux de conduite, etc).
| Marque | Immatriculé en 2021 | Code CNIT | Accidents neuf en 2021 | Ratio pour 100 000 véhicules neuf (Estimation) |
| --- | ------------------- | --------- | ---------------------- | ---------------------------------------------- |
| Peugeot | 285 930             | M10PGT    | 387                    | 135                                            |
| Renault | 268 975             | M10REN    | 420                    | 156                                            |
| Citroën | 161 883             | M10CTR    | 175                    | 108                                            |
| Dacia | 125 205             | M10DAC    | 109                    | 87                                             |
| Volkswagen | 105 299             | M10VWG    | 156                    | 148                                            |
| Toyota | 96 170              | M10JT0    | 72                     | 74                                             |
| Mercedes | 50 789              | M10MCW    | 76                     | 149                                            |
| Audi | 50 083              | M10AUD    | 84                     | 167                                            |
| BMW | 45 970              | M10BMW    | 55                     | 119                                            |
| Sources: - Ventes de véhicules - Accidents des véhicules VT M10 issus de la base open data de 2021. - Ratio estimé pour avoir un ordre de grandeur indicatif seulement. Les résultats peuvent ne pas être comparables. |                     |           |                        |                                                |